# Héctor Parra
Héctor Ovidio Parra Cancino (Chillán, 10 de agosto de 1891-14 de diciembre de 1968) fue un futbolista y entrenador chileno. Cuando jugó por America de Río de Janeiro fue el primer futbolista chileno en actuar en el extranjero.
Como entrenador dirigió a la selección chilena en el Campeonato Sudamericano 1919.

## Trayectoria

### Como jugador
Comenzó en el fútbol en su etapa escolar, en el equipo de la Escuela Industrial de Chillán en 1906, y en el de la Escuela de Artes y Oficios de Santiago en 1907.
Desde 1908 el defensa jugó en Gimnástico de la Asociación de Football de Santiago, donde ganó la Copa Unión —el trofeo más importante de dicha asociación— en tres oportunidades: 1909, 1910 y 1912. Además, integró el conjunto de Santiago en los clásicos encuentros frente a la ciudad de Valparaíso en 1910 y 1911.
Luego de una gira con la selección de Chile por Brasil, Parra ingresó al America de Río de Janeiro, lo que lo convirtió en el primer futbolista chileno en jugar en el extranjero. En 1915 llegó a Flamengo, donde fue el segundo jugador extranjero del club, luego del inglés Lawrence Selton Andrews, quien fue uno de los fundadores de Fluminense. Hizo once apariciones en total y ganó el Campeonato Carioca de 1915, el segundo título del club.

### Como entrenador
Fue entrenador de Chile en el Campeonato Sudamericano 1919. En dicho torneo Chile perdió sus tres encuentros: 0-6 frente a Brasil, 0-2 frente a Uruguay y 1-4 frente a Argentina. A pesar de no haber ingresado al campo de juego, también formó parte del equipo como jugador.

## Selección nacional
En septiembre de 1913 la selección chilena viajó a Brasil, con el apoyo de la Federación Sportiva Nacional (FSN), una de las dos federaciones de fútbol de Chile en ese momento, y con Parra como lateral izquierdo y capitán del equipo. La escuadra nacional jugó varios partidos tanto en Río de Janeiro como en São Paulo. En Río Chile enfrentó al equipo de la Escuela de Guerra y Marina (derrota), a un equipo de estudiantes brasileños (derrota), a dos selecciones cariocas (derrotas 1-2 y 0-6) y el América-RJ (victoria 3-2). En São Paulo Chile enfrentó a dos selecciones paulistas (victorias 2-1 y 3-1) y al Americano (empate 3-3).

## Clubes

### Como jugador
| Club                      | País   | Año       |
| ------------------------- | ------ | --------- |
| Gimnástico                | Chile  | 1908-1913 |
| America de Río de Janeiro | Brasil | 1914      |
| Flamengo                  | Brasil | 1915      |

### Como entrenador
| Club               | País  | Año  |
| ------------------ | ----- | ---- |
| Selección de Chile | Chile | 1919 |

## Palmarés

### Campeonatos locales
| Título             | Club       | País   | Año  |
| ------------------ | ---------- | ------ | ---- |
| Copa Unión         | Gimnástico | Chile  | 1909 |
| Copa Unión         | Gimnástico | Chile  | 1910 |
| Copa Unión         | Gimnástico | Chile  | 1912 |
| Campeonato Carioca | Flamengo   | Brasil | 1915 |